# Harald Vikarsson
Harald Vikarsson según la saga de Gautrek fue un caudillo vikingo, rey de Telemark, Noruega, reino que le concedió en vida su padre Vikar de Hordaland.
A la muerte del rey Vikar, Harald y su hermano Neri, jarl de Uplands, se repartieron de mutuo acuerdo las posesiones de su padre. Harald mantuvo Agder y Hordaland, mientras Neri se convirtió en jarl de Telemark y Uplands.